# Sucesión de Lucas
En matemáticas, especialmente en teoría de números, las sucesiones de Lucas Un(P,Q) y Vn(P,Q) son ciertas sucesiones de enteros que satisfacen la relación de recurrencia
xn = P xn−1 + Q xn−2
Donde P y Q son enteros fijos. Cualquier otra sucesión que satisfaga esta relación de recurrencia puede ser representada como combinación lineal de las sucesiones de Lucas Un(P,Q) y Vn(P,Q).
Entre ellas se encuentran las sucesiones de los números de Lucas, que se obtienen de igual manera que la sucesión de Fibonacci, y ambas están estrechamente relacionadas, con el cambio de que los primeros dos números no son 1, 1, sino 2, 1. La sucesión de Lucas toma el nombre del matemático francés Édouard Lucas.

## Números de Lucas
Los números de Lucas están dados por:
- {\displaystyle l_{0}=2~}
- {\displaystyle l_{1}=1~}
- {\displaystyle l_{n}=l_{n-1}+l_{n-2}~} para {\displaystyle n=2,3,4,5,\ldots }

Teniendo ciertas propiedades como:
La sucesión de Lucas tiene una gran similitud con la sucesión de Fibonacci y comparte muchas de sus características. Algunas propiedades interesantes incluyen:
- La proporción entre un número de Lucas y su sucesor inmediato se aproxima al número áureo. Es decir

{\displaystyle \lim _{n\to \infty }{\frac {l_{n+1}}{l_{n}}}=\varphi }
- La fórmula explícita para la sucesión de Lucas es

{\displaystyle l_{n}=\varphi ^{n}+(-\varphi )^{-n}}
- La suma de los primeros {\displaystyle n} números de Lucas es el número que se encuentra en la posición {\displaystyle n+2} menos uno. Es decir

{\displaystyle l_{0}+l_{1}+l_{2}+\cdots +l_{n}=l_{n+2}-1}
- Cualquier fórmula que contenga un número de Lucas puede expresarse en términos de números de Fibonacci mediante la igualdad

{\displaystyle l_{n}=f_{n-1}+f_{n+1}~}
- Cualquier fórmula que contenga un número de Fibonacci puede expresarse en términos de números de Lucas mediante la igualdad

{\displaystyle f_{n}={\frac {l_{n-1}+l_{n+1}}{5}}}

## Relaciones de Recurrencia
Teniendo en cuenta dos parámetros enteros P y Q, la sucesión de Lucas de la primera clase Un(P,Q) y de la segunda clase Vn(P,Q) Se definen por las relaciones de recurrencia:
{\displaystyle U_{0}(P,Q)=0,\,}
{\displaystyle U_{1}(P,Q)=1,\,}
{\displaystyle U_{n}(P,Q)=P\cdot U_{n-1}(P,Q)-Q\cdot U_{n-2}(P,Q){\mbox{  for }}n>1,\,}
y
{\displaystyle V_{0}(P,Q)=2,\,}
{\displaystyle V_{1}(P,Q)=P,\,}
{\displaystyle V_{n}(P,Q)=P\cdot V_{n-1}(P,Q)-Q\cdot V_{n-2}(P,Q){\mbox{  for }}n>1,\,}
No es difícil mostrar que para {\displaystyle n>0},
{\displaystyle U_{n}(P,Q)={\frac {P\cdot U_{n-1}(P,Q)+V_{n-1}(P,Q)}{2}},\,}
{\displaystyle V_{n}(P,Q)={\frac {(P^{2}-4Q)\cdot U_{n-1}(P,Q)+P\cdot V_{n-1}(P,Q)}{2}}.\,}

## Ejemplos
Los términos iniciales de la sucesión Un(P,Q) y Vn(P,Q) se dan en esta tabla:
| {\displaystyle n\,} | {\displaystyle U_{n}(P,Q)\,}                  | {\displaystyle V_{n}(P,Q)\,}                                 |
| ------------------- | --------------------------------------------- | ------------------------------------------------------------ |
| {\displaystyle 0\,} | {\displaystyle 0\,}                           | {\displaystyle 2\,}                                          |
| {\displaystyle 1\,} | {\displaystyle 1\,}                           | {\displaystyle P\,}                                          |
| {\displaystyle 2\,} | {\displaystyle P\,}                           | {\displaystyle {P}^{2}-2Q\,}                                 |
| {\displaystyle 3\,} | {\displaystyle {P}^{2}-Q\,}                   | {\displaystyle {P}^{3}-3PQ\,}                                |
| {\displaystyle 4\,} | {\displaystyle {P}^{3}-2PQ\,}                 | {\displaystyle {P}^{4}-4{P}^{2}Q+2{Q}^{2}\,}                 |
| {\displaystyle 5\,} | {\displaystyle {P}^{4}-3{P}^{2}Q+{Q}^{2}\,}   | {\displaystyle {P}^{5}-5{P}^{3}Q+5P{Q}^{2}\,}                |
| {\displaystyle 6\,} | {\displaystyle {P}^{5}-4{P}^{3}Q+3P{Q}^{2}\,} | {\displaystyle {P}^{6}-6{P}^{4}Q+9{P}^{2}{Q}^{2}-2{Q}^{3}\,} |

## Relaciones Algebraicas
La ecuación característica de la relación de recurrencia para las sucesiones de Lucas {\displaystyle U_{n}(P,Q)} y {\displaystyle V_{n}(P,Q)} es:
{\displaystyle x^{2}-Px+Q=0\,}
Tiene la discriminante {\displaystyle D=P^{2}-4Q} y las raíces:
{\displaystyle a={\frac {P+{\sqrt {D}}}{2}}\quad {\text{and}}\quad b={\frac {P-{\sqrt {D}}}{2}}.\,}
Por lo tanto:
{\displaystyle a+b=P\,,}
{\displaystyle ab={\frac {1}{4}}(P^{2}-D)=Q\,,}
{\displaystyle a-b={\sqrt {D}}\,.}

### Raíces Distintas
Cuando {\displaystyle D\neq 0}, a y b son distintos y uno verifica rápidamente que
{\displaystyle a^{n}={\frac {V_{n}+U_{n}{\sqrt {D}}}{2}}}
{\displaystyle b^{n}={\frac {V_{n}-U_{n}{\sqrt {D}}}{2}}}.
De ello se desprende que los términos de secuencias de Lucas se pueden expresar en términos de a y b como
{\displaystyle U_{n}={\frac {a^{n}-b^{n}}{a-b}}={\frac {a^{n}-b^{n}}{\sqrt {D}}}}
{\displaystyle V_{n}=a^{n}+b^{n}\,}

### Raíces Repetidas
El caso en que {\displaystyle D=0} ocurre exactamente cuando {\displaystyle P=2S{\text{ y }}Q=S^{2}} para algunos enteros S de manera que {\displaystyle a=b=S}. En este caso se puede encontrar fácilmente qu
{\displaystyle U_{n}(P,Q)=U_{n}(2S,S^{2})=nS^{n-1}\,}
{\displaystyle V_{n}(P,Q)=V_{n}(2S,S^{2})=2S^{n}\,}.

### Sucesiones adicionales que tienen la misma discriminante
Si las sucesiones {\displaystyle U_{n}(P,Q)} y {\displaystyle V_{n}(P,Q)} tienen discriminante {\displaystyle D=P^{2}-4Q}, entonces la sucesión basada en {\displaystyle P_{2}} y {\displaystyle Q_{2}} donde
{\displaystyle P_{2}=P+2}
{\displaystyle Q_{2}=P+Q+1}
tienen la misma discriminante: {\displaystyle P_{2}^{2}-4Q_{2}=(P+2)^{2}-4(P+Q+1)=P^{2}-4Q=D}.

## Nombres específicos
Las secuencias de Lucas para algunos valores de P y Q tienen nombres específicos:
Un(1,−1): Números de Fibonacci
Vn(1,−1): Números de Lucas
Un(2,−1): Números de Pell
Vn(2,−1): Números de Pell-Lucas
Un(1,−2): Números de Jacobsthal
Vn(1,−2): Números de Jacobsthal-Lucas
Un(3, 2): Números de Mersenne  2n − 1
Vn(3, 2): Números de la forma 2n + 1, que incluye los números de Fermat(Yubuta, 2001).
Un(x,−1): Polinomios de Fibonacci
Vn(x,−1): Polinomios de Lucas
Un(x+1, x): Repitunos en base x
Vn(x+1, x): xn + 1